# Parahydrophis mertoni
Parahydrophis mertoni (північна мангрова морська змія) — вид отруйних змій родини аспідових (Elapidae). Мешкає в Австралії та на Новій Гвінеї. Вид названий на честь німецького зоолога Хьюго Мертона. Це єдиний представник монотипового роду Parahydrophis.

## Поширення і екологія
Північні мангрові морські змії поширені вздовж північного узбережжя Австралії (на Північній Території і в Квінсленді), в Торресовій протоці, вздовж південного і південно-західного узбережжя Нової Гвінеї та поблизу островів Ару. Вони живуть в мангрових заростях та на мулистих мілинах Арафурського і Тиморського морів та затоки Карпентарія, на глибині до 10 м. Живляться бичками, мулистими стрибунами, іншими рибами та ракоподібними, що ховаються в норах крабів.